# Cadena de Paparoa
La cordillera de Paparoa es una cadena montañosa de la región de la Costa Oeste de la Isla Sur de Nueva Zelanda. Fue la primera tierra neozelandesa vista por un europeo: Abel Tasman en 1642. Parte de la cordillera cuenta con la máxima protección del país como parque nacional; el parque nacional de Paparoa se creó en 1987. Dentro de ese parque se produjo el desastre de Cave Creek en 1995.

## Historia
El explorador holandés Abel Tasman fue el primer europeo (conocido) que llegó a Nueva Zelanda (Aotearoa), a la que llamó Staten Landt, y la encontró por primera vez el 13 de diciembre de 1642. Tasman tenía 110 hombres bajo su mando y viajaba con dos barcos, el Heemskerck y el Zeehaen. Se cree que los barcos se encontraban frente a Punakaiki y, de ser así, lo que vieron fue la cordillera de Paparoa.
En la cordillera de Paparoa se han encontrado importantes yacimientos de carbón, y para acceder a las minas se construyeron los ferrocarriles Blackball Branch/Roa Incline y Rewanui Branch. Aunque estos ramales están ahora cerrados, eran famosos por su uso del sistema ferroviario de montaña Fell para ayudar a frenar a los trenes que descendían por las pendientes (aunque no se trataba de un uso completo del sistema Fell como el Rimutaka Incline de la Isla Norte).
Parte de la cordillera está protegida como parque nacional de Paparoa, creado en 1987. Dentro de este parque se produjo el desastre de Cave Creek en 1995.

## Flora y fauna
Numerosas especies de flora y fauna se encuentran en la cordillera de Paparoa, así como en las laderas y valles inferiores. Uno de los elementos significativos del sotobosque es el helecho Blechnum discolor.

## Geografía
Está situada a lo largo de la costa entre los ríos Buller y Grey, con el río Inangahua al este. El pico más alto de la cordillera de Paparoa es el monte Uriah, con 1.525 m, y otros picos superan los 1.200 m. La cordillera de Papahaua, al norte del desfiladero de Buller, es una continuación geológica de la cordillera de Paparoa. La parte sur de la cordillera se encuentra en el distrito de Grey y la parte norte en el distrito de Buller. Algunos de los picos se encuentran en el límite de los dos distritos.

## Picos con nombre
Muchos de los picos con nombre conmemoran a científicos, tema iniciado por Julius von Haast. Entre ellos se encuentran los picos Buckland (llamados así por William Buckland), el monte Faraday (Michael Faraday; nombrado por von Haast), el monte Curie (Marie Curie), el monte Mendel (Gregor Mendel), el monte Pasteur (Louis Pasteur), el monte Einstein (Albert Einstein), el monte Rutherford (Ernest Rutherford), Monte Euclides (Euclid), Monte Fleming (Alexander Fleming), Monte Lavoisier (Antoine Lavoisier), Monte Kelvin (William Thomson, primer barón Kelvin; nombrado por el botánico William Trownson), y el Monte Davy (Humphry Davy; nombrado por von Haast).